# Batizovce
Batizovce (deutsch Botzdorf, ungarisch Batizfalva – bis 1907 Batizfalu) ist eine Gemeinde in der Ostslowakei mit 2587 Einwohnern (Stand 31. Dezember 2024) und ist Teil des Okres Poprad im Prešovský kraj.

## Geographie

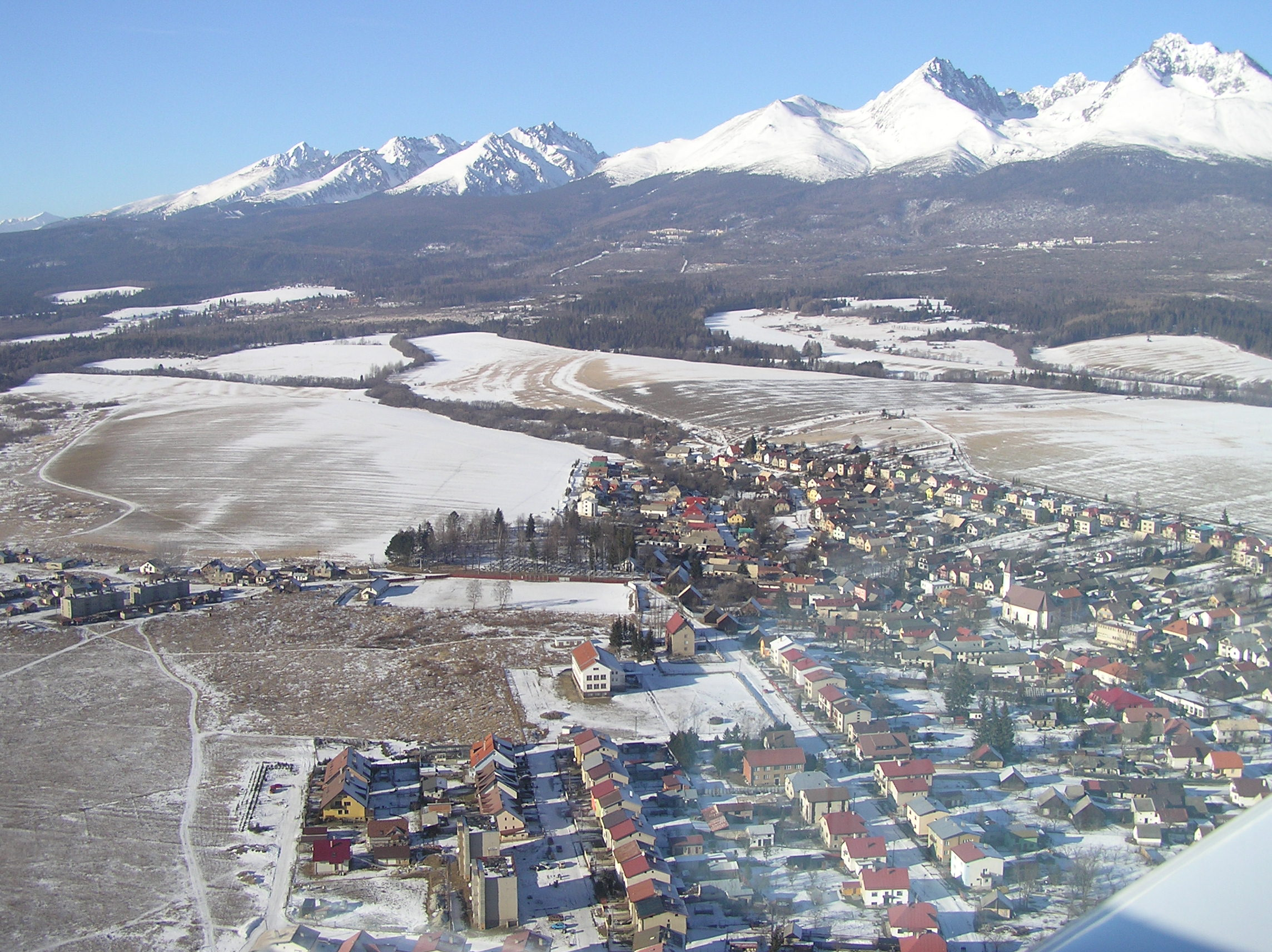
Luftbild des Ortes im Winter

Die Gemeinde befindet sich im Talkessel Podtatranská kotlina (genauer in der Untereinheit Popradská kotlina) am Fuße der Hohen Tatra und unweit eines Ausläufers des Gebirges Kozie chrbty, am Batizovský potok, der quer durch den Ortskern fließt. Weiter nördlich verläuft der Velický potok und südlich der Poprad. Das Ortszentrum liegt auf einer Höhe von 750 m n.m. und ist 10 Kilometer von Poprad entfernt.
Nachbargemeinden sind Vysoké Tatry (Katastralgemeinde Starý Smokovec) im Norden, Gerlachov im Nordosten, Poprad (Stadtteil Veľká) im Osten, Svit im Süden, Lučivná im Südwesten, Mengusovce im Westen und Štôla im Nordwesten.

## Geschichte

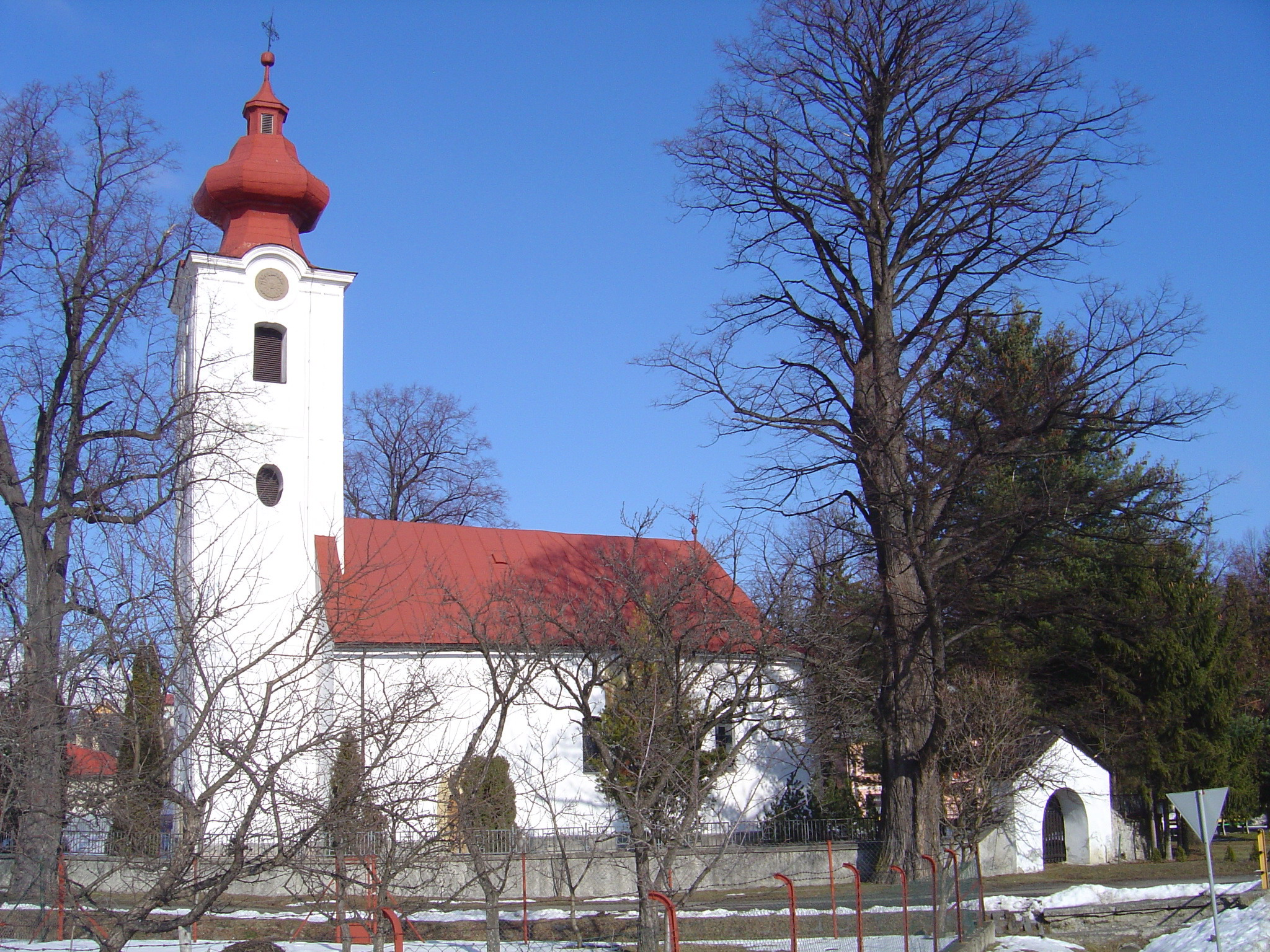
Römisch-katholische Kirche

Batizovce wurde zum ersten Mal 1264 schriftlich erwähnt, als comes Batyz, Sohn von Mark aus Marksdorf, ein Dorf in einem Waldstück namens Chetene gründete, die er gemäß einer Donationsurkunde von Béla IV. erhielt. 1279 beauftragte Botyz die Erbrichter Gottschalk und Froling mit der Rodung und Besiedlung des Gebiets. Später gehörte das Dorf jahrhundertelang dem Geschlecht Máriássy. 1787 hatte die Ortschaft 109 Häuser und 896 Einwohner, 1828 zählte man 151 Häuser und 1090 Einwohner, die als Förster, Forellenfischer, Landwirte, Leineweber, Köhler und Töpfer beschäftigt waren. Zwei Brände in den Jahren 1889 und 1890 vernichteten 80 Gehöfte und 24 Häuser und lösten wegen der vorherrschenden Armut Auswanderungswellen, vor allem in die Vereinigten Staaten, aus.
Bis 1918 gehörte der im Komitat Zips liegende Ort zum Königreich Ungarn und kam danach zur Tschechoslowakei beziehungsweise heute Slowakei. 1947 wurden weite Teile des Gemeindegebiets in der Hohen Tatra an die heutige Stadt Vysoké Tatry abgetreten. An die ehemalige Zugehörigkeit erinnern geographische Namen wie Batizovská dolina (Tal), Batizovské pleso (Bergsee) oder Batizovský štít (2448 m n.m. hoher Gipfel am Hauptkamm).

## Bevölkerung
| Jahr                | 1994 | 2004     | 2014  | 2024     |
| ------------------- | ---- | -------- | ----- | -------- |
| Anzahl der Personen | 1846 | 2130     | 2343  | 2587     |
| Unterschied         |      | +15,38 % | +10 % | +10,41 % |

| Jahr                | 2023 | 2024    |
| ------------------- | ---- | ------- |
| Anzahl der Personen | 2568 | 2587    |
| Unterschied         |      | +0,73 % |

Gemäß der Volkszählung 2011 wohnten in Batizovce 2322 Einwohner, davon 1984 Slowaken, 71 Roma, 16 Tschechen, sechs Magyaren, zwei Russinen sowie jeweils ein Russe und Ukrainer. Ein Einwohner gab eine andere Ethnie an und bei 240 Einwohnern liegt keine Angabe zur Ethnie vor. 1183 Einwohner bekannten sich zur römisch-katholischen Kirche, 543 Einwohner zur evangelischen Kirche A. B., 50 Einwohner zu den christlichen Gemeinden, 36 Einwohner zur griechisch-katholischen Kirche, 17 Einwohner zu den Baptisten, 10 Einwohner zu den Zeugen Jehovas, sieben Einwohner zur evangelisch-methodistischen Kirche, drei Einwohner zur orthodoxen Kirche sowie jeweils ein Einwohner zur apostolischen Kirche und zur reformierten Kirche. Zwei Einwohner bekannten sich zu einer anderen Konfession, 190 Einwohner waren konfessionslos und bei 219 Einwohnern wurde die Konfession nicht ermittelt.

## Bauwerke und Denkmäler

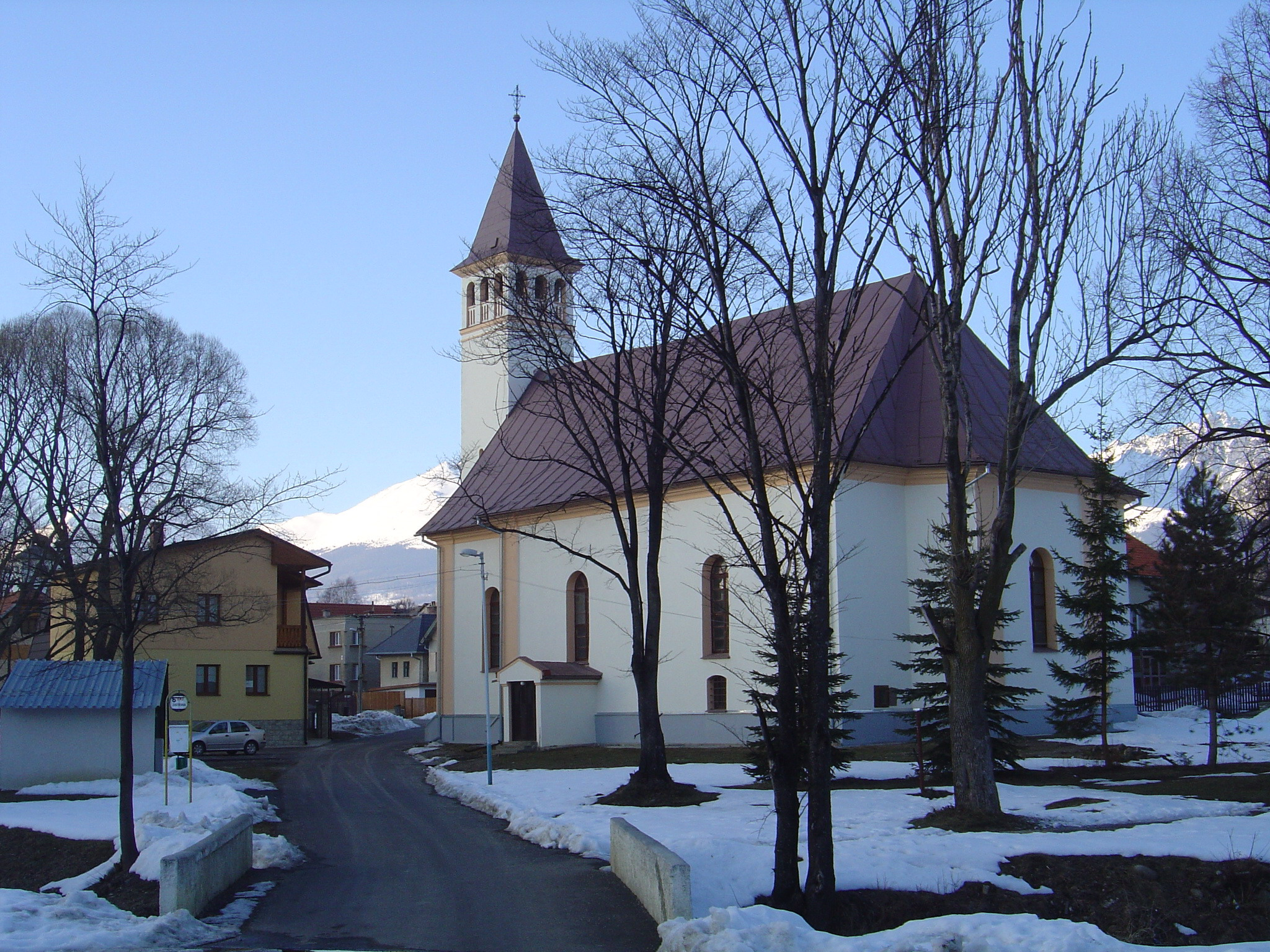
Evangelische Kirche

- römisch-katholische Allerheiligenkirche aus dem zweiten Viertel des 13. Jahrhunderts, der ursprünglich romanische Sakralbau wurde im Hochmittelalter im Stil der Gotik neu gestaltet, 1764–1768 im Barockstil umgebaut. Das Innere, inklusive des Hauptaltars, ist vorwiegend im Stil des Rokoko gestaltet.
- evangelische Kirche im klassizistischen Stil aus den Jahren 1784–1791, mit einem klassizistischen Altar aus dem Jahr 1814
- zwei Landschlösser: eines im Renaissance-Stil aus dem 16. Jahrhundert, das andere im Barockstil aus dem Jahr 1756

## Verkehr
Durch Batizovce verläuft die Cesta III. triedy 3064 („Straße 3. Ordnung“) von Svit und weiter nach Gerlachov und Tatranská Polianka. Die Autobahn D1 passiert durch den südlichen Teil des Gemeindegebiets, mit den nächsten Anschlussstellen Mengusovce oder Poprad-západ. Der nächste Bahnanschluss ist der Bahnhof Svit an der Bahnstrecke Košice–Žilina. Der Ort ist an das regionale Busnetz angeschlossen.

## Persönlichkeiten
- Andreas Mariássy (1759–1846), k. k. Feldzeugmeister und Ritter des Maria Theresia-Ordens